# Unterseeboot 324
Le Unterseeboot 324 (ou U-324) est un sous-marin allemand (U-Boot) de type VII.C/41 utilisé par la Kriegsmarine (marine de guerre allemande) pendant la Seconde Guerre mondiale.

## Construction
L'U-324 est un sous-marin océanique de type type VII.C/41. Construit dans les chantiers de Flender Werke AG à Lübeck, la quille du U-324 est posée le 24 mars 1943 et il est lancé le 12 février 1944. L'U-324 entre en service 2 mois plus tard.

## Historique
Mis en service le 5 avril 1944, l'Unterseeboot 324 reçoit sa formation initiale à Stettin dans la 4. Unterseebootsflottille jusqu'au 14 mars 1945, puis l'U-324 rejoint son unité de combat dans la 11. Unterseebootsflottille à Bergen.
L'U-324 effectue une patrouille, sous les ordres de l'Oberleutnant zur See Ernst Edelhoff, durant laquelle il n'a, ni coulé, ni endommagé de navire ennemi au cours de ses vingt jours en mer.
En vue de la préparation de cette unique patrouille, il quitte Kiel le 6 mars 1945. Il arrive à Horten en Norvège après onze jours en mer, le 16 mars 1945.
Il quitte Horten le 22 mars 1945. Il arrive à Bergen en Norvège après onze jours en mer, le 16 mars 1945.
Après la reddition de l'Allemagne nazie le 8 mai 1945, l'U-324 se rend à son tour le 9 mai 1945 à Bergen.
Impropre à la navigation, l'U-324 n'est pas convoyé au Royaume-Uni avec les autres U-Boote de l'opération alliée de destruction massive d'U-Boote. Il est démoli en mars 1947

## Affectations successives
- 4. Unterseebootsflottille à Stettin du 5 avril 1944 au 14 mars 1945 (entraînement)
- 11. Unterseebootsflottille à Bergen du 15 mars au 8 mai 1945 (service actif)

## Commandement
- Oberleutnant zur See Ernst Edelhoff du 5 avril 1944 au 9 mai 1945

## Patrouilles
|       | Commandant           | Départ       | Départ | Arrivée      | Arrivée | Jours    | Succès |
| ----- | -------------------- | ------------ | ------ | ------------ | ------- | -------- | ------ |
|       | Oblt. Ernst Edelhoff | 6 mars 1945  | Kiel   | 16 mars 1945 | Horten  | 11 jours |        |
| 1     | Oblt. Ernst Edelhoff | 22 mars 1945 | Horten | 30 mars 1945 | Bergen  | 9 jours  |        |
| Total | Total                | Total        | Total  | Total        | Total   | 20 jours | 0 t    |

Note : Oblt. = Oberleutnant zur See

### Opérations Wolfpack
L'U-324 n'a pas opéré avec les Wolfpacks (meute de loups) durant sa carrière opérationnelle.

## Navires coulés
L'Unterseeboot 324 n'a ni coulé, ni endommagé de navire ennemi au cours de l'unique patrouille (9 jours en mer) qu'il effectua.

### Source et bibliographie
- (en) Cet article est partiellement ou en totalité issu de l’article de Wikipédia en anglais intitulé « German submarine U-324 » (voir la liste des auteurs).
- Chris Bishop, historien militaire (trad. de l'anglais par Christian Muguet), Les sous-marins de la Kriegsmarine : 1939-1945 : le guide d'identification des sous-marins [« The spellmount submarine identification guide : Kriegsmarine U-boats 1939-1945 »], Paris, Éd. de Lodi, 2008, 192 p. (ISBN 978-2-84690-327-1, OCLC 470721805, BNF 41298980)